# Ponometia semiflava
Ponometia semiflava là một loài bướm đêm thuộc họ Noctuidae. Loài này có ở New York và New England tới Florida, phía tây đến Arizona, phía bắc đến British Columbia và Manitoba.
The habitat consists of dry open areas such as sandy prairie, old beaches và dunes.
Sải cánh dài 14–24 mm. Adults are nocturnal và are on wing từ tháng 3 đến tháng 8 ở phía nam và tháng 6 đến tháng 7 in the north. Có một lứa một năm.
Ấu trùng ăn Sarracenia flava, nhưng có thể là xác định nhầm.